# Marie Keller-Hermann
Marie Keller-Hermann, geb. Maria Anna Hermann (* 26. November 1868 in Wien; † 1. März 1952 in Utting), war eine österreichische Malerin, die hauptsächlich in Etzenhausen bei Dachau lebte und arbeitete.

## Leben
Marie Hermann erhielt ihre künstlerische Ausbildung bei der impressionistischen Landschafts- und Blumenmalerin Olga Wisinger-Florian in Wien und dem Tiermaler Viktor Weißhaupt in Dachau. 1896 heiratete sie den deutschen Maler und Universitätszeichner Gustav Keller (* 1860 in München; † 1911 ebenda). Anfang der 1890er Jahre zog sie nach Etzenhausen, wo sie ein Haus besaß (Nr. 44, „Villa Keller“) und den Rest ihres Lebens verbrachte. 
Keller-Hermann malte vor allem Blumenstücke in Öl, außerdem Genrebilder und Landschaften. Ihre Blumendarstellungen sind zum Teil minutiös, zum Teil auch flüchtiger und in kräftigen Farben gehalten. Ab 1896 beschickte sie unter anderem Ausstellungen im Münchener Glaspalast. Prinzregent Luitpold von Bayern kaufte mehrere ihrer Werke auf. 1902/1903 stellte sie 20 ihrer Arbeiten im Salon Pisko aus.
Keller-Hermann starb mit 83 Jahren in Utting  bei Dachau. Das Grab ihrer Familie befindet sich auf dem Friedhof Etzenhausen. Neben Marie und Gustav Keller ist dort auch ihre Tochter Margarethe (1896–1906) begraben, die noch im Kindesalter starb. Der Sohn Hans Keller war wohl ein in München tätiger Antiquitätenhändler. Die Straße in Etzenhausen, in der Marie Keller-Hermann wohnte, erhielt ihr zu Ehren den Namen Hermannstraße.

## Werke (Auswahl)

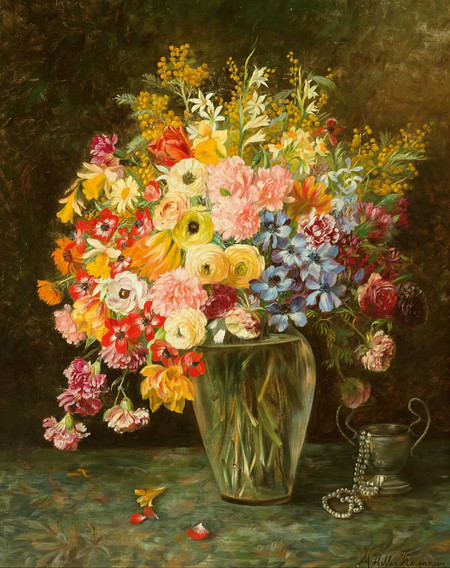
Großes Blumenstilleben in Glasvase vor dunklem Hintergrund

- Ziege, Öl auf Leinwand, 54 × 74 cm, Signatur rechts unten „M. Keller-Hermann“,[6] Gemäldegalerie Dachau[7]
- Roter Mohn auf schwarzem Grund, Öl, 65 × 56 cm, Privatbesitz[5]
- Schuster-Weigl-Haus in Etzenhausen, Museumsverein Dachau
- Am Fensterl, Öl, 1898 Jahresausstellung Münchner Künstlergenossenschaft, Aufkauf Luitpold von Bayern[8]
- Dirndls Fenster, Aufkauf Luitpold von Bayern
- Märzenbecher (gelbe Blüten in blauem Glas),[9] Herbstobst, Rosenkorb und Altwasser (Landschaft), 1902/1903 Ausstellung Salon Pisko[4]
- Großes Blumenstilleben in Glasvase vor dunklem Hintergrund, Öl auf Leinwand, 98 × 77 cm, Signatur rechts unten „M. Keller-Hermann“

## Ausstellungen (Auswahl)
- 1896, 1897, 1898, 1901, 1907, 1908, 1919, 1922, 1924: Glaspalast, München
- 1896: Internationale Kunstausstellung Berlin
- 1900: Berliner Sezession
- 1902/1903: Salon Pisko, Wien
- 1902: Deutschnationale Kunstausstellung Düsseldorf
- 1904, 1906: Große Berliner Kunstausstellung[3]